# Dinocardium robustum

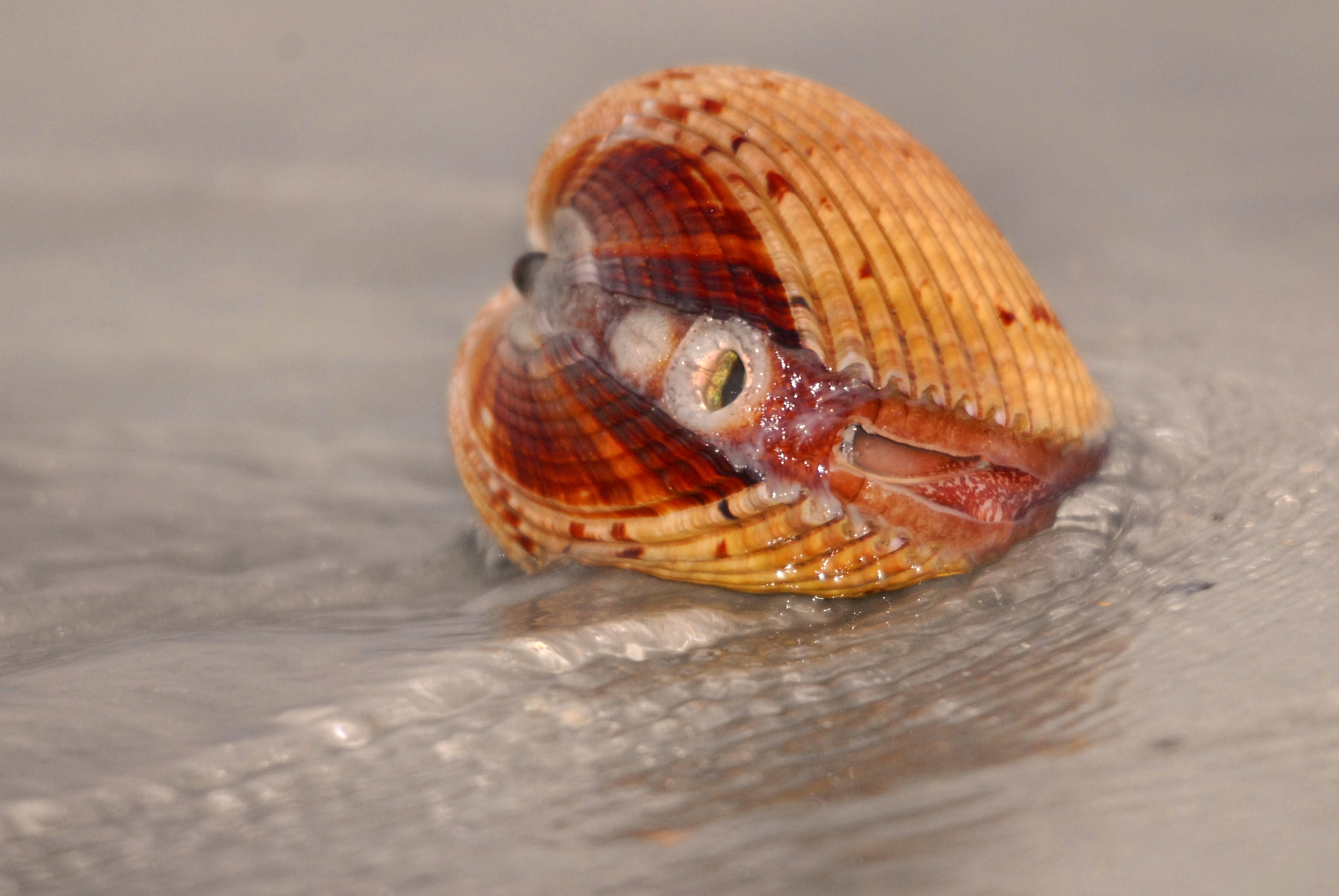
Dinocardium robustum

Dinocardium robustum es una especie de molusco bentónico perteneciente a la familia Cardiidae. Habita en zonas poco profundas con fondos arenosos.

## Nombre común
- Español: almeja berbecho.[1]

## Clasificación y descripción de la especie
Concha más alta que larga de color amarillo con parches irregulares que varían entre color marrón hasta púrpura. Tienen entre 32-36 costillas radiales redondeadas y lisas. Umbón redondeado y ligamento externo. La valva derecha presenta dos dientes anterolaterales y uno posterolateral, y las dos valvas con un diente cardinal cada una. Llega a alcanzar los 13 cm de largo. Vive entre los 0-30 m de profundidad.

## Distribución de la especie
Esta especie se encuentra ampliamente distribuida en la costa oeste del océano Atlántico, desde Norteamérica hasta el mar Caribe. En México se distribuye desde Veracruz hasta Yucatán.

## Ambiente marino
Habita en aguas con fondos arenosos.

## Estado de conservación
No se encuentra bajo ninguna categoría de riesgo.